# Момбаркаро
Момбаркаро (итал. Mombarcaro) је насеље у Италији у округу Кунео, региону Пијемонт.
Према процени из 2011. у насељу је живело 84 становника. Насеље се налази на надморској висини од 865 м.

## Становништво
Према резултатима пописа становништва 2011. у општини је живело 274 становника.
| 1936. | 1951. | 1961. | 1971. | 1981. | 1991. | 2001. | 2011. |
| ----- | ----- | ----- | ----- | ----- | ----- | ----- | ----- |
| 1.231 | 1.203 | 802   | 558   | 431   | 370   | 320   | 274   |